# 沃布克河
51°54′54″N 8°55′5″E / 51.91500°N 8.91806°E

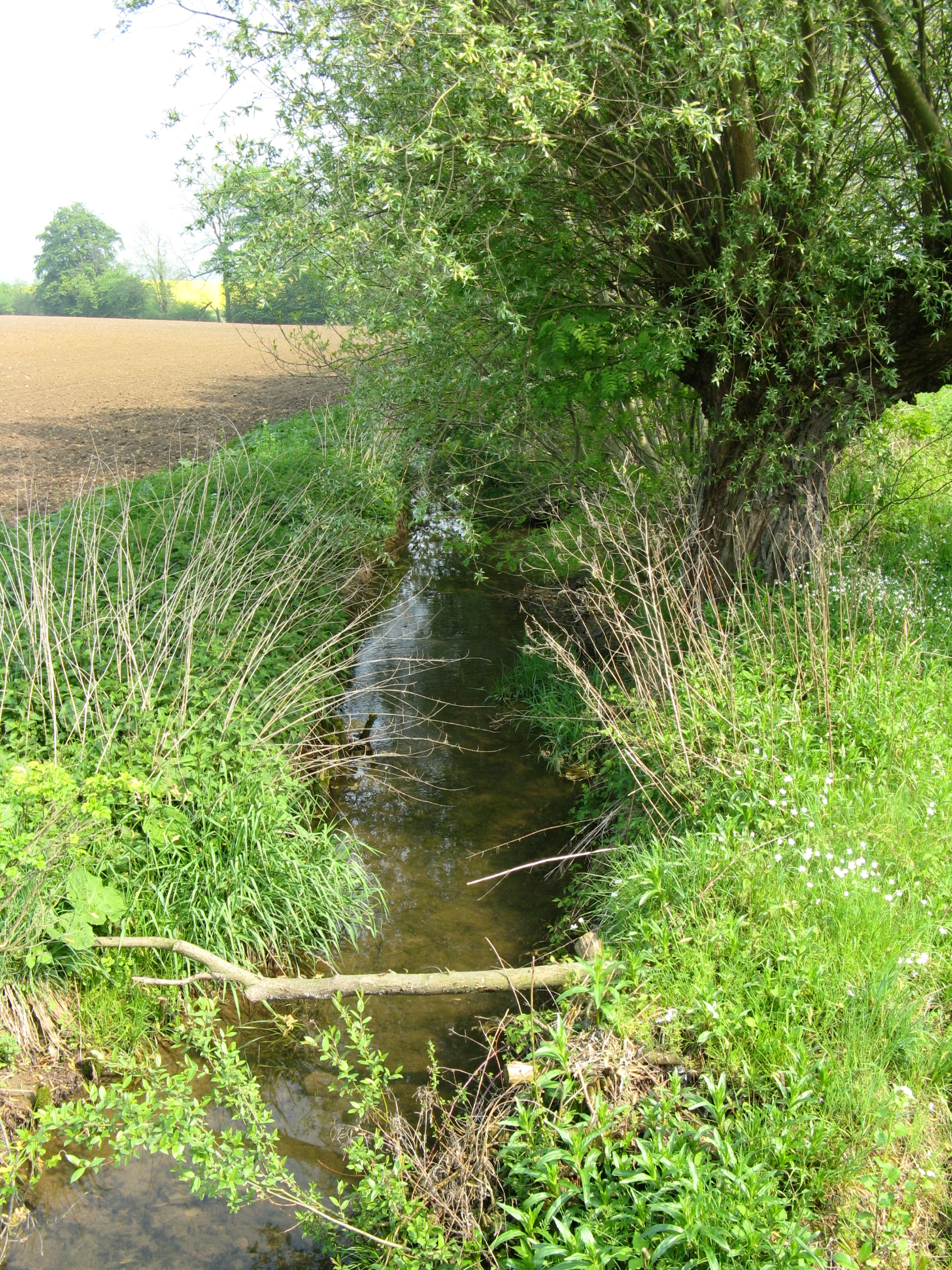
沃布克河

沃布克河（德語：Wörbke），是德國的河流，位於該國西部，處於北萊茵-威斯特法倫州，屬於韋勒河的右支流，河道全長4公里，流域面積4.7平方公里。